# Рудаков и Нечаев
Рудаков и Нечаев — дуэт куплетистов-сатириков Павла Рудакова и Вениамина Нечаева, популярный в 50-х и начале 60-х годов. Тексты куплетов писались на злободневные темы, как политические, так и бытовые (девиз: «утром в газете — вечером в куплете»), что обуславливало популярность дуэта, ставшую одной из ярчайших примет времён «хрущёвской оттепели».

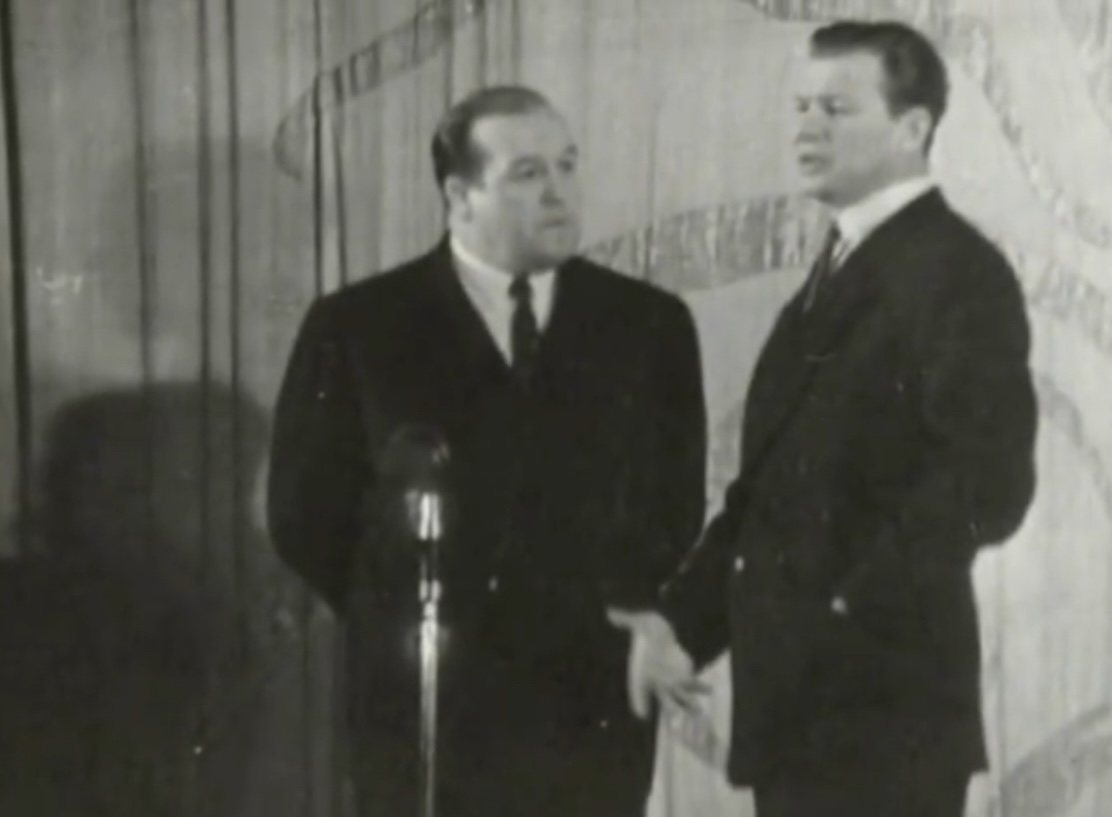
П. Рудаков и В. Нечаев на концерте.

## История
Два офицера-ветерана ветерана Великой Отечественной и Японской войн встретились и начали вместе выступать в 1945 году в самодеятельности на сцене хабаровского Дома офицеров, будучи ещё на службе в рядах в Красной армии. Оба участвовали в самодеятельности ещё до войны, а Павел Рудаков был награждён за выступления на фронте орденом «Красной Звезды». После демобилизации дуэт три года работал в Дальневосточной филармонии, где они играли сценки и исполняли сатирические куплеты, которые и стали их основным жанром.
В 1948 году эстрадный дуэт был оформлен официально и дал свой первый концерт в Ленинграде. Артисты аккомпанировали сами себе: использовались гитара и гармошка-концертина. Слова для них писали известные сатирики: Владимир Константинов, Борис Рацер, Яков Грей, Александр Мерлин.
Сам Никита Хрущёв с симпатией относился к дуэту Нечаева и Рудакова; артистов даже приглашали на важные совещания по вопросам культуры. Один раз Екатерина Фурцева предложила Павлу Рудакову награду: «Машину или квартиру?», но Павел Рудаков скромно попросил новую концертину. В 1956 году сделали концертную программу «Есть о чем поговорить». Также среди поклонников дуэта были первые космонавты страны. Неоднократно выступали в ранних выпусках телепрограммы Голубой огонёк.
В 1962 году дуэт распался. Причиной распада, по одной из версий, была песня «Мишка», записанная дуэтом ранее, и ставшая крайне популярной, но в ущерб основной деятельности куплетистов. Кустарные артели грамзаписи массовыми тиражами штамповали песню на бракованной фотопленке и «ребрах» — старых рентгеновских снимках. Эти «пластинки» шли втридорога из-под полы по всей стране, и не было, пожалуй, в Советском Союзе такого патефона, с которого «Мишка» не прозвучал хоть раз.
Павел Рудаков в интервью говорил, что популярность «Мишки» была случайностью. Просто один раз на концерте у них с Нечаевым была интермедия, и пока Рудаков расставлял шахматы, то должен был напевать песенку. Выбрали «Мишку» (была любимой застольной песней артистов), и на премьере зал встал и зааплодировал. И так было почти везде.
Впоследствии дуэт воссоединился специально для съёмок в фильме «Москва слезам не верит» — режиссёр картины Владимир Меньшов пригласил их принять участие в фильме специально как символ той эпохи, чтобы воссоздать в нём атмосферу 1950-х годов. Другой раз дуэт воссоединился для фильма «Я возвращаю Ваш портрет», также как ярчайший символ эпохи, такой же характерный, как телевизор КВН-49 с водяной линзой.

## Фильмография
- 1980 — Москва слезам не верит
- 1983 — Я возвращаю Ваш портрет  (фильм-концерт)
- Аншлаг? Аншлаг! 1987

## Дискография
- П. Рудаков, В. Нечаев – Кому как, а нам нравится / Храбрецы (1950)
- П. Рудаков, В. Нечаев – Вопрос остается открытым / Подумаешь, важность какая! (1954)
- П. Рудаков, В. Нечаев — Мишка / О ручках (1956)

## В культуре
- В мультфильме Впервые на арене (1961) показана пародия на дуэт Рудакова и Нечаева, в образе выступающих в цирке куплетистов.
- В современной российской эстраде продолжателями дуэта являются Бандурин и Вашуков.

## Репертуар
В репертуаре Рудакова и Нечаева были интермедии, репризы, миниатюры, скетчи и конечно же куплеты, они шли всегда в конце концерта. Интермедии "Детгиз" и "Гуси-лебеди" написали Гальковский Василий, Ворончук Р.
В их репертуаре были интермедии "О доверии", "Специалист", "Хочу взлететь", "Привет из Крыма" и т. п.

## Цитаты
Павел Рудаков и Вениамин Нечаев. Они попали в такую обойму, они выступали как правило во всех правительственных концертах. Но что происходило? Идёт пленум ЦК КПСС, это было тогда ещё при Хрущёве. Хрущёв выступает с докладом, а он был всегда многословен. В это время за кулисами оратор Константинов, я как сейчас помню, Яков Грей, такой писатель Вихерс – авторская группа. Хрущёв говорит, а они за кулисами пишут в это время частушки. Перерыв пятнадцать минут, выходят Рудаков и Нечаев и поют частушки на тему, о которой только что говорил Никита Сергеевич. Эффект убийственно потрясающий. Это был Большой театр, Дворец съездов, Колонный зал Дома Союзов. Я сам вёл один из концертов во Дворце Съездов. Когда я объявил: «Наши дорогие гости из Ленинграда Павел Рудаков и Вениамин Нечаев» - шквал аплодисментов, Хрущёв дружелюбно их встречает и встаёт. Встаёт и им аплодирует и ,естественно, за Хрущёвым встаёт весь пленум ЦК КПСС.Борис Брунов, (Смехопанорама №78)
В первую очередь надо выделить замечательных ленинградских куплетистов Павла Васильевича Рудакова и Вениамина Петровича Нечаева. Они в то время выступали во всех телевизионных концертах, в том числе в концертах, которые давались после партийных съездов. Причём вечером они пели о том, о чём говорилось утром и днём на съезде. А поскольку они не успевали выучить текст, они крепили свои шпаргалки к инструментам: один к гитаре, другой – к концертине.Георгий Териков, (Смехопанорама №38)
Знаменитые куплетисты Павел Рудаков и Вениамин Нечаев, на сольных концертах которых я был ещё в 50-х годах. Они пели куплеты и частушки разнообразные. Я помню даже как Рудаков мгновенно по несколько раз переодевался, это была чистейшего вида трансформация. Были и частушки-нескладушки. Например, Нечаев пел: «В парке красили скамейки краской быстросохнущей». Рудаков мгновенно продолжал: «В этом месяце химчистка перевыполнила план». Иногда артисты вводили какие-то атрибуты, которые обыгрывали, а куплеты возникали из смысла этого разговора.Евгений Петросян, (Смехопанорама №104)
Они когда уезжали на пленумы с Никитой Сергеевичем Хрущёвым или на какие-то гастроли, наше правительство питерское предложило им квартиры, чтобы они были рядом, дуэт всё-таки. Предложили на одной лестничной площадке, а поскольку директором была жена Рудакова, она и распорядилась: эта квартира будет принадлежать Рудаковым, эта - Нечаевым. Когда приехала жена Нечаева и поняла, что у них и квартира хуже и сторона северная, у них возник конфликт. А когда они приехали с гастролей, конфликт, по всей видимости, усилился.Михаил Вашуков, (телепередача "Приглашает Борис Ноткин")